# Młyn w Nowych Kozubach
Młyn w Nowych Kozubach – drewniany młyn wodno-elektryczny nad Grabią wybudowany ok. 1920, znajdujący się w Nowych Kozubach, w gminie Sędziejowice, w województwie łódzkim. Obiekt wpisany do gminnej ewidencji zabytków.

## Historia miejsca
Według lokalnej tradycji młyny w tej lokalizacji istniały od bardzo dawna. Poprzednikiem obecnego młyna był drewniany młyn parterowy poruszany kołem wodnym i wyposażony w kamienie śląskie, a następnie francuskie. Obiekt ten został zniszczony przez powódź pod koniec I wojny światowej lub tuż po jej zakończeniu.

## Obecny młyn
Obecnie istniejący młyn został wybudowany w miejscu po zniszczonym młynie ok. 1920 r. jako budynek jednopiętrowy, drewniany, z dachem dwuspadowym krytym papą. Początkowo poruszany był kołem wodnym i był wyposażony w 2 pary kamieni francuskich, żubrownik, perlak i jagielnik. W latach 30. zainstalowano turbinę wodną i zastąpiono jedną parę kamieni walcami. W okresie międzywojennym moc przemiałowa młyna wynosiła ok. 1 t zboża na dobę. Młyn był czynny z krótkimi przerwami w okresie II wojny światowej. W 1947 r. zastąpiono drugą parę kamieni młyńskich walcami. W latach 1949–1956 młyn był nieczynny, po czym podjął ponownie pracę. W 1966 r. przeszedł przebudowę, podczas której m.in. został podwyższony o ok. 70 cm. W okresie PRL (lata 70.) stanowił własność prywatną. Ok. 1992 r. dokonano odbudowy zniszczonych urządzeń piętrzących wodę. W 2008 r. był czynny i wyposażony w małą elektrownię wodną utworzoną w dawnej turbinowni z białej cegły.
Młyn w Nowych Kozubach jest wymieniany jako atrakcja turystyczna. W jego sąsiedztwie przebiega Szlak Młynów nad Grabią oraz szlak kajakowy.